# Ichthyophis bannanicus
Ichthyophis bannanicus é um anfíbio gimnofiono da família Ichthyophiidae nativa da China e possivelmente presente no Laos, Myanmar e Vietname.

## Distribuição
Esta espécie está presente nas províncias de Yunnan, Guangxi e Guangdong no sul da China, entre as alturas de 100 a 600 m acima do nível do mar. A sua presença nos outros países é incerta.

## Ecologia
Os adultos desta espécies vivem debaixo da terra em florestas, riachos, ribeiros e campos cultivados próximos de fontes de água. A espécie é ovípara, pondo os seus ovos em terra, mas as larvas são aquáticas.